# بخش کردوا، شهرستان لو سوئور، مینه سوتا
بخش کردوا (به انگلیسی: Cordova Township) یک منطقهٔ مسکونی در ایالات متحده آمریکا است که در شهرستان لو سوئور، مینه‌سوتا واقع شده‌است.
 بخش کردوا ۹۳٫۸ کیلومتر مربع مساحت و ۵۱۷ نفر جمعیت دارد و ۳۱۵ متر بالاتر از سطح دریا واقع شده‌است.